# Charlton Heston
Charlton Heston (születési neve: John Charles Carter) (Wilmette, Illinois, 1923. október 4. – Beverly Hills, Kalifornia, 2008. április 5.) Oscar-díjas amerikai filmszínész. Művésznevét anyja (Lila Charlton) és mostohaapja (Chester Heston) családnevének kombinációjával alkotta. Karrierje az 1950-es években kezdett kibontakozni. Elsősorban nagyszabású hollywoodi szuperprodukciók heroikus hőseként írta be nevét a filmtörténetbe, de számos emlékezetes karakteralakítás is fűződik a személyéhez. Többször játszott fia, Fraser C. Heston rendező filmjeiben. Politikai aktivistaként eleinte a faji megkülönböztetés ellen emelt szót, álláspontja később konzervatívvá vált. 1998–2003 között az amerikai Nemzeti Lőfegyver-Szövetség (National Rifle Association, NRA) elnöke volt, haláláig kiállt a polgárok korlátlan fegyverviselési joga mellett. A Columbine-ban és Flintben történt iskolai lövöldözések utáni, fegyverviselés ellen szóló tüntetésekkel egyidőben konferenciát szervezett a két városban, melyeken kiállt a szabad fegyverviselés joga és a fegyverek szabad árusítása mellett.

## Élete

### A kezdetek
Heston szülei angol és skót felmenőktől származnak. Több forrás Evanston várost adja meg születési helyeként, de Heston önéletrajzában Wilmette-et nevezi meg. Szülei fiuk tízéves korában elváltak. Az anya új házasságkötése után a család Chicago elővárosába költözött. Charlton a New Trier High Schoolba nyert felvételt. Részt vett az iskola színjátszó körének munkájában. Kimagasló eredményeinek köszönhetően ösztöndíjat nyert a Northwestern Universityre. Már egyetemistaként lehetősége volt filmben szerepelni: David Bradley 16 mm-es filmjében, az Ibsen-mű alapján készült Peer Gyntben (1941) kapott feladatot. 1944-ben a légierő katonája lett, (törzsőrmesterként szolgált a 77. Bombázószázadnál) ahol 1946-ig teljesített szolgálatot.
Még 1944-ben, de már katonaként vette nőül egyetemi hallgatótársnőjét, Lydia Marie Clarke-ot. A háború után rövid ideig modellként dolgozott, majd az észak-karolinai Asheville színházát igazgatták. Heston itt lépett először a közönség elé. 1948-ban New Yorkba mentek, ahol a fiatal színész a Broadwayn kapott szerepet az Antonius és Kleopátrában. A színpadi sikernek köszönhetően a televízióban is foglalkoztatni kezdték, a tévés ismertség pedig megnyitotta előtte a filmvilág kapuit.

### A filmsztár

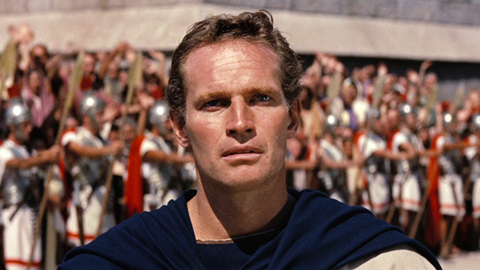
Judah Ben-Hur szerepében a Ben-Hur című filmben

Az '50-es években a televízió térhódítása miatt a filmipar válságba került: a mozik helyett egyre többen az otthon kényelmét, a televíziózást részesítették előnyben. Hollywood nagyszabású, látványos, szélesvásznú filmekkel igyekezett visszacsábítani a közönséget a filmszínházakba. Charlton Heston magas, délceg termete, férfias kisugárzása, és nem utolsósorban színészi kvalitásai miatt e szuperprodukciók ideális hősének bizonyult. A műfaj legendás alakja, Cecil B. DeMille monumentális filmjeiben aratta első mozis sikereit: cirkuszi menedzser volt A földkerekség legnagyobb show-jában (1952) és Mózest alakította a Tízparancsolatban (1956). A western világában is hamar megtalálta a helyét, különösen az Idegen a cowboyok közöttben (1958) nyújtott alakítását fogadták kedvezően. A film rendezőjétől, William Wylertől kapta pályafutása legemlékezetesebb szerepét: ő lett a Ben-Hur címszereplője, a számtalan viszontagságot átvészelő, nemes lelkű ifjú, akinek életét a Jézussal és tanításaival való találkozás sorsdöntően befolyásolja. A film 11 Oscar-díja közül az egyiket Heston kapta. Emlékezetes szerepe volt a legendás El Cid megformálása Anthony Mann azonos című szuperprodukciójában, Sophia Loren oldalán.
Befolyását kollégái érdekében is latba vetette: amikor megkapta A gonosz érintése (1958) című film főszerepét, ragaszkodott ahhoz, hogy a producerek a rendezés feladatát is legendás partnerére, Orson Wellesre bízzák, aki híres alkotása, az Aranypolgár (1941) anyagi bukása óta kiesett a filmmogulok kegyeiből. 1965-ben Sam Peckinpah rendező ugyancsak Heston támogatásának köszönhetően ülhetett be a Dundee őrnagy rendezői székébe, noha munkakapcsolatuk nem volt minden feszültségtől mentes.

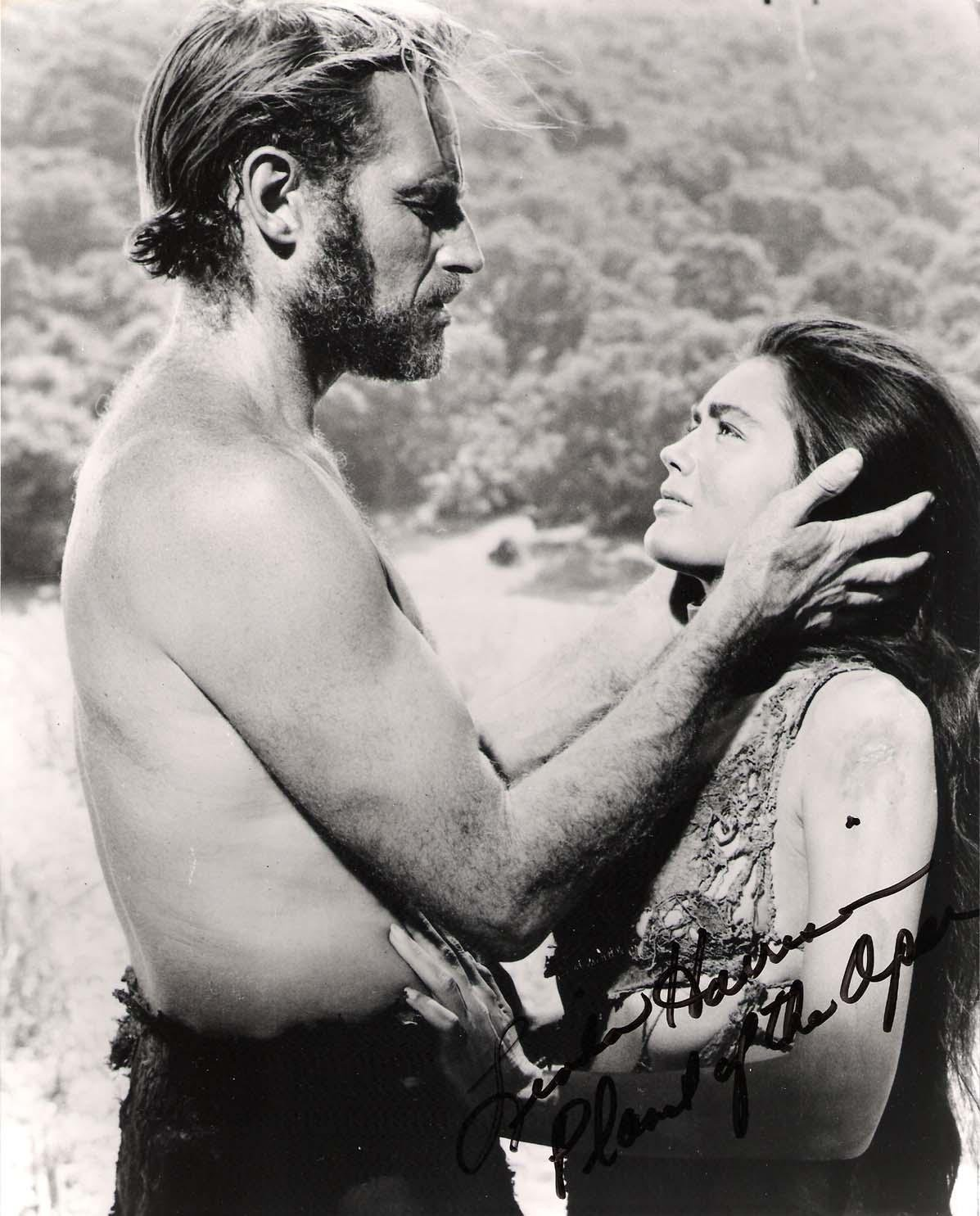
George Taylor szerepében A majmok bolygója című filmben Linda Harrisonnal

Az 1960-as évek emlékezetes Heston-filmjei közé tartozik Nicholas Ray 55 nap Pekingben (1963) című alkotása, melyben a színész Matt Lewis őrnagyot alakította. Michelangelót formálta meg Carol Reed Agónia és extázis (1965) című sikerfilmjében. A világ legszebb története (1965), a Khartoum – A Nílus városa (1966) és a Hadúr szintén a látványos filmjei sorát gyarapította. Utóbbi produkció rendezője, Franklin J. Schaffner őt kérte fel később óriási sikert aratott sci-fije, A majmok bolygója (1968) főszerepére. Vállalta a folytatást is, noha abban csak kis szerep jutott neki. További sci-fi filmjei: Az Omega ember (1971), Zöld szója (1973). Kitűnő alakítást nyújtott Richelieu bíborosként Richard Lester világsikerű Dumas-adaptációiban: A három testőr, avagy a királyné gyémántjai (1973), A négy testőr, avagy a Milady bosszúja (1974). Mondani sem kell, hogy az 1970-es évek divatos irányzata, a katasztrófafilm reprezentáns darabjaiban is (hős)szerepeket kapott: az újszerű hanghatásokkal készült Földrengés (1974) befejezését azonban az ő kívánságára változtatták meg, mert elege lett a mindent túlélő emberfeletti hősökből. Megfordult Magyarországon is, a Koldus és királyfi (1977) forgatásán: VIII. Henriket alakította a népszerű Mark Twain-regény sokadik filmváltozatában.
Bár a '70-es évek második felére már egyértelműen kiöregedett a szuperhős szerepköréből, aktivitása semmit sem csökkent. Az 1980-as évektől kezdve ismét gyakran bukkant fel televíziós produkciókban, továbbá szívesen vállalt narrátori feladatokat is. Azért a szuperprodukciók készítői sem felejtkeztek el róla: kicsiny szerepekre hívták olyan nagy filmekbe, mint például a Tombstone – A halott város (1993), a Két tűz között (1994), Kenneth Branagh Hamletje (1996), vagy éppen A majmok bolygója új változata (2001).
1998-ban a művész prosztatarák miatt kapott kezeléseket. 2002-ben Alzheimer-kórt diagnosztizáltak nála. Állapota állítólag már akkoriban egyre több aggodalomra adott okot, a hivatalos közlemények azonban cáfolták ezeket a pletykákat. Az évek folyamán a színésznek több könyve is megjelent, melyek közül önéletrajza, az In the Arena: An Autobiography (1995) volt a legsikeresebb.

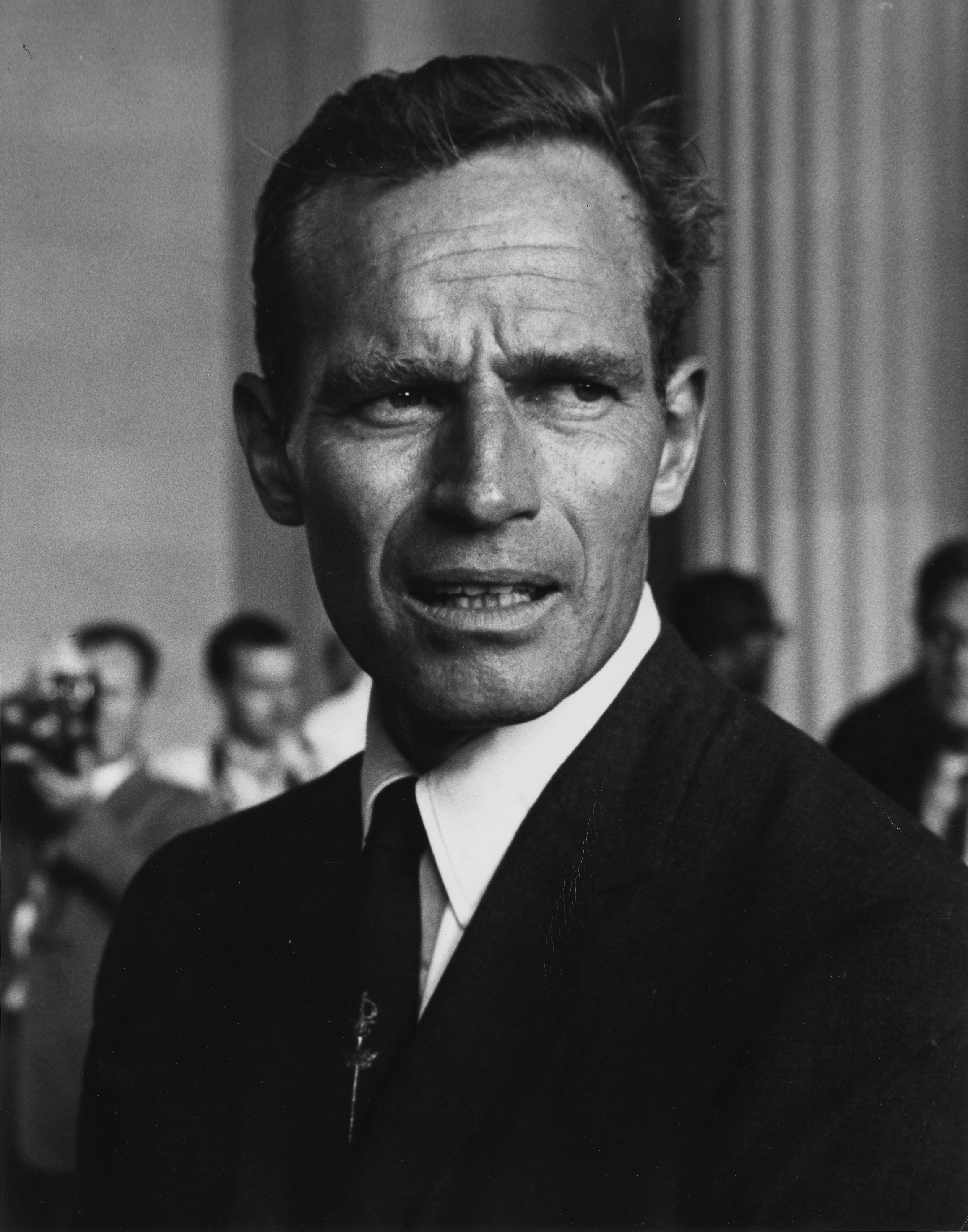
Charlton Heston az 1963-as, polgári jogokért folytatott washingtoni menetben

Heston már színészi karrierje fénykorában aktív politikai tevékenységet folytatott, eleinte a demokraták érdekében. Ellenezte a vietnámi háborút, felemelte a szavát a faji megkülönböztetés ellen. McCarthy, később Richard Nixon egyik legszókimondóbb kritikusának bizonyult. Politikai nézetei az évek múlásával egyre inkább a konzervativizmushoz közeledtek. Heves bírálatokban részesült, mert aktívan támogatta az amerikai állampolgárok szabad fegyverviseléshez való jogát.

## Halála és temetése
Egy évtizednyi betegeskedés után, 2008. április 5-én hunyt el. Halálának okát családja nem hozta nyilvánosságra. Egy hónappal később azonban kiderült, hogy tüdőgyulladásban halt meg – számolt be róla a média.
Temetését egy héttel később, április 12-én tartották ünnepség keretében, amelyen részt vett 250 ember, köztük Nancy Reagan, olyan hollywoodi sztárok, mint Arnold Schwarzenegger (Kalifornia akkori kormányzója), Olivia de Havilland, Keith Carradine, Pat Boone, Tom Selleck, Oliver Stone (akinek a rendezésében szerepelt Heston az 1999-ben készült Minden héten háborúban), vagy Rob Reiner és Christian Bale.
A temetést az Episcopal Parish of St. Matthew’s templomban tartották, Pacific Palisades (Los Angeles)ben, ahol Heston rendszeresen imádkozott, sőt az 1980-as években részt vett vasárnaponként bizonyos vallási szolgálatokban. Holttestét elhamvasztották és hamvait a családjának adták ki.

## Érdekességek
- 1966–1971 között az (Amerikai) Filmszínészek Szövetségének (Screen Actors Guild) elnöke volt.
- Görögországban a színész nevét Charlton Eastonnak írják, mert a „Heston” görög változatának (χέσ'τον) a görög nyelvben az emberi ürülékkel kapcsolatos mellékjelentése van.
- 2003-BAN az Amerikai Filmintézet Charlton Hestont a róla elnevezett Heston-díjjal tüntette ki, amelyet azért hoztak létre, hogy kifejezhessék köszönetüket azoknak a személyeknek, akik sokat tettek az amerikai filmért, televízióért és magáért az Amerikai Filmintézetért.[24]
- 2002-ben akaratán kívül fontos szereplő lett Michael Moore Bowling for Columbine (Kóla, puska, sültkrumpli) című dokumentumfilmjében. Heston, mint a Nemzeti Lőfegyver-Szövetség, azaz NRA vezetője, egy interjú erejéig otthonában találkozott Moore-ral,[25] aki az amerikai fegyvertartásról készített bíráló hangvételű filmet. Az interjú apropóját az adta, hogy egy héttel azután, hogy a Columbine Középiskolában két tizenéves diák fegyveres mészárlást rendezett – az interneten és a fegyverszaküzletekben szabadon vásárolható lőfegyverekkel –, s miközben az áldozatok szülei, sok ezer szimpatizánssal egyetemben, nagyszabású tüntetést tartottak a lőfegyverek betiltásáért, Heston az amerikai Nemzeti Lőfegyver-Szövetség elnökeként, szintén Columbine városában, egy nagyszabású gyűlésen jelentette be, hogy továbbra is kiállnak a szabad fegyverviselés mellett. Mindeközben győzedelmes mosollyal a magasba emelt egy puskát. Ugyanezt megtette Flint-ben, ahol egy hatéves kislányt lőtt agyon egy szintén hatéves osztálytársa.[26] Amikor Moore megkérdezte Hestontól, hogy az események megszervezése a tragédiák után jutott-e a Szövetség eszébe, és hogy Heston szerint helyénvaló volt-e egy ilyen eseményt ezek tudatában megszervezni, Heston először nem akart egyenesen válaszolni, majd inkább felállt és kiszállt az interjúból.[27]

## Ismertebb filmjei
- 1941 : Peer Gynt

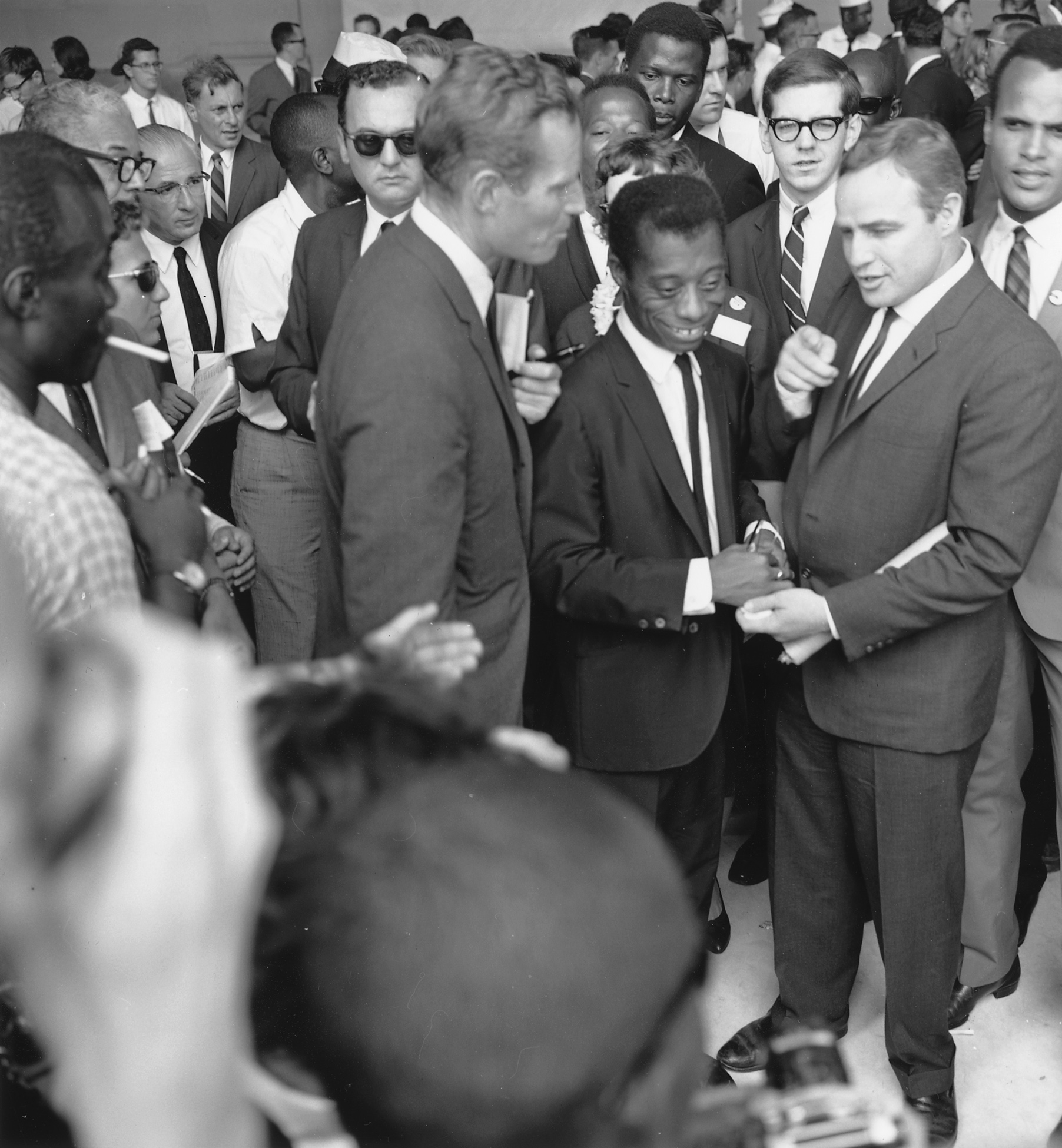
Charlton Heston (balra), James Baldwin író (középen) és Marlon Brando (jobbra) az 1963-as, polgári jogokért folytatott washingtoni menetben

- 1950 : The Clock (tévésorozat, a The Hypnotist című epizódban)
- 1950 : Julius Caesar
- 1950 : A sötét város (Dark City)
- 1950 : Üvöltő szelek (Wuthering Heights) (tévéfilm)
- 1950 : The Philco Television Playhouse (tévésorozat, a Hear My Heart Speak című epizódban)
- 1949–1951 : Suspense (tévésorozat)
- 1951 : Lux Video Theatre (tévésorozat, a Route 19 című epizódban)
- 1951 : Schlitz Playhouse of Stars (tévésorozat, a One Is a Lonesome Number című epizódban)
- 1951–1954 : Your Show of Shows (tévésorozat)
- 1952 : A földkerekség legnagyobb show-ja (The Greatest Show on Earth)
- 1952 : Curtain Call (tévésorozat, a The Liar című epizódban)
- 1952 : The Savage
- 1952 : Ruby Gentry
- 1952 : Robert Montgomery Presents (tévésorozat, a The Closed Door és a Cashel Byron's Profession című epizódokban)
- 1953 : The Philco Television Playhouse (tévésorozat, az Elegy című epizódban)
- 1953 : The President’s Lady
- 1953 : Pony expressz (Pony Express)
- 1953 : Az apacsok nyila (Arrowhead)
- 1953 : Medallion Theatre (tévésorozat, az A Day in Town című epizódban)
- 1953 : Bad for Each Other
- 1954 : Danger (tévésorozat, a Freedom to Get Lost című epizódban)
- 1954 : Hangyainvázió (The Naked Jungle)
- 1954 : Az inkák titka (Secret of the Incas)
- 1955 : A távoli látóhatár (The Far Horizons)
- 1955 : Benson őrnagy magánháborúja (The Private War of Major Benson)
- 1955 : The Colgate Comedy Hour (tévésorozat)
- 1955 : Robert Montgomery Presents (tévésorozat, az Along Came Jones című epizódban)
- 1955 : Lucy Gallant
- 1955 : General Electric Theater (tévésorozat, a The Seeds of Hate című epizódban)
- 1955 : Climax! (tévésorozat, a Bailout at 43,000 Feet című epizódban)
- 1956 : Tízparancsolat (The Ten Commandments)
- 1957 : Vadnyugati becsület (Three Violent People)
- 1957 : Schlitz Playhouse of Stars (tévésorozat, a Switch Station című epizódban)
- 1957 : Climax! (tévésorozat, a The Trial of Captain Wirtz című epizódban)
- 1958 : Shirley Temple’s Storybook (tévésorozat, a Beauty and the Beast című epizódban)
- 1958 : Playhouse 90 (a Point of No Return és a Forbidden Area című epizódokban)
- 1958 : A gonosz érintése (Touch of Evil)
- 1958 : Idegen a cowboyok között (The Big Country)
- 1958 : A kalóz (The Buccaneer)
- 1959 : A Mary Deare katasztrófája (The Wreck of the Mary Deare)
- 1959 : Ben-Hur
- 1961 : Alcoa Premiere (tévésorozat, a The Fugitive Eye című epizódban)
- 1961 : El Cid
- 1962 : The Pigeon That Took Rome
- 1963 : Diamond Head
- 1963 : 55 nap Pekingben (55 Days at Peking)
- 1963 : The Patriots (tévéfilm)
- 1965 : A világ legszebb története (The Greatest Story Ever Told)
- 1965 : Dundee őrnagy (Major Dundee)
- 1965 : Agónia és extázis (The Agony and the Ecstasy)
- 1965 : Hadúr (The War Lord)
- 1966 : What Is a Boy (tévéfilm)
- 1966 : Khartoum – A Nílus városa (Khartoum), Gordon tábornok
- 1967 : A dzsungel könyve (Maugli) (narrátor)
- 1967 : All About People (narrátor)
- 1968 : Ellenpont (Counterpoint)
- 1968 : Elizabeth the Queen (tévéfilm)
- 1968 : A majmok bolygója (Planet of the Apes)
- 1968 : A magányos cowboy (Will Penny)
- 1969 : Number One
- 1970 : A majmok bolygója 2. / A majmok bolygója alatt (Beneath the Planet of the Apes)
- 1970 : Julius Caesar
- 1970 : A szigetek ura (The Hawaiians)
- 1971 : Az Omega ember (The Omega Man)
- 1972 : Antonius és Kleopátra (Antony and Cleopatra)
- 1972 : The Special London Bridge Special
- 1972 : Eltérítve (Skyjacked)
- 1972 : A vadon szava (Call of the Wild)
- 1973 : Zöld szója (Soylent Green)
- 1973 : A három testőr, avagy a királyné gyémántjai (The Three Musketeers)
- 1974 : Repülőtér ’75 (Airport 1975)
- 1974 : Földrengés (Earthquake)
- 1974 : A négy testőr, avagy a Milady bosszúja (The Four Musketeers)
- 1975 : The Fun of Your Life (narrátor)
- 1976 : The Last Hard Men
- 1976 : A midway-i csata (Midway)
- 1976 : Rémület a stadionban (Two-Minute Warning)
- 1977 : Koldus és királyfi (Crossed Swords)
- 1978 : Mélytengeri vészjelzés (Gray Lady Down)
- 1980 : Prémvadászok / Hegyi emberek (The Mountain Men)
- 1980 : Ébredés (The Awakening)
- 1982 : Mother Lode
- 1983 : Chiefs (tévésorozat)
- 1984 : Nairobi ügy (Nairobi Affair) (tévéfilm)
- 1985 : Dinasztia (Dynasty) (tévésorozat, a The Titans, a The Man és a The Californians című epizódokban)
- 1985–1987 : The Colbys (tévésorozat, a Crossroads, a The Dead End, a Bid for Freedom, az And Baby Makes Four, a Deceptions, a The Gala, a The Matchmaker, a The Trial és a The Pact című epizódokban)
- 1987 : Proud Men (tévéfilm)
- 1987 :Two Ronnies (tévéfilm, a 1987 Christmas Special című epizódban)
- 1987 : Christmas Night with the Two Ronnies (tévéfilm)
- 1988 : Egy ember az örökkévalóságnak (A Man for All Seasons) (tévéfilm)
- 1989 : Call from Space (csak a hangja)
- 1989 : Eredendő bűn (Original Sin) (tévéfilm)
- 1990 : Kincses sziget (Treasure Island) (tévéfilm)
- 1990 : Solar expedíció (Solar Crisis)
- 1990 : A kis gyerekrablók (The Little Kidnappers) (tévéfilm)
- 1990 : Botcsinálta angyal (Almost an Angel) (nincs feltüntetve a stáblistán)
- 1991 : Cults: Saying No Under Pressure (narrátor)
- 1991 : Ötös szövetség (The Crucifer of Blood) (tévéfilm)
- 1992 : Ezer hős (Crash Landing: The Rescue of Flight 232) (tévéfilm)
- 1992 : Noel (tévéfilm) (narrátor)
- 1993 : Wayne világa 2. (Wayne’s World 2)
- 1993 : Tombstone – A halott város (Tombstone)
- 1994 : Texas (tévéfilm) (narrátor)
- 1994 : SeaQuest DSV – A mélység birodalma (SeaQuest DSV) (tévésorozat, az Abalon című epizódban)
- 1994 : Két tűz között (True Lies)
- 1995 : Bosszúálló angyal (The Avenging Angel) (tévéfilm)
- 1995 : Az őrület torkában (In the Mouth of Madness)
- 1996 : The Dark Mist (narrátor)
- 1996 : Alaszka (Alaska)
- 1996 : Hamlet
- 1997 : Herkules (Hercules) (narrátor)
- 1998 : Armageddon (narrátor)
- 1998 : Sworn to Secrecy: Secrets of War (tévésorozat) (narrátor)
- 1999 : Camino de Santiago (tévésorozat)
- 1999 : Gideon
- 1999 : Minden héten háború (Any Given Sunday)
- 2000 : Végtelen határok (The Outer Limits) (tévésorozat, a Final Appeal című epizódban)
- 2001 : Félrelépősdi (Town & Country)
- 2001 : Kutyák és macskák (Cats & Dogs) (csak hang!)
- 2001 : A majmok bolygója (Planet of the Apes) (nincs feltüntetve a stáblistán)
- 2001 : A rend őrzője (The Order) (utolsó élőszereplős filmszerepe)
- 2003 : Ben Hur (tévéfilm) (csak hang!)
- 2003 : My Father, Rua Alguem 5555

## Fontosabb díjak és jelölések

### Oscar-díj
- 1960 díj Ben-Hur (legjobb férfi főszereplő)
- 1978 Jean Hersholt humanitárius díj

### Golden Globe-díj
- 1957 jelölés Tízparancsolat (legjobb férfi főszereplő – mozifilm, drámai kategória)
- 1960 jelölés Ben-Hur (legjobb férfi főszereplő – mozifilm, drámai kategória)
- 1962 Henrietta-díj (legnépszerűbb színész)
- 1967 Cecil B. DeMille-életműdíj

### Arany Málna díj
- 2002 díj Kutyák és macskák, Félrelépősdi, A majmok bolygója (legrosszabb férfi epizodista)